# 印花装饰布
印花装饰布 主要用作室内家具装饰、帷帐、窗帘与其他家庭耐磨损用途的印花织物。它与摩擦轧光印花布相似，但经过消光整理。较薄的印花装饰布可以做妇女和儿童用的罩衫及其他外衣。这类织物常用棉制造，也可用亚麻、合成纤维或混纺制成。